# Warsaw Cup by Heros 1995
Warsaw Cup by Heros 1995 — жіночий тенісний турнір, що проходив на відкритих кортах з ґрунтовим покриттям Warszawianka Tennis Centre у Варшаві (Польща). Належав до турнірів 3-ї категорії в рамках Туру WTA 1995. Турнір відбувся вперше і тривав з 11 до 17 вересня 1995 року. П'ята сіяна Барбара Паулюс здобула титул в одиночному розряді й отримала 25 тис. доларів США.

## Фінальна частина

### Одиночний розряд
Барбара Паулюс —  Александра Фусаї 7–6, 4–6, 6–1
- Для Паулюс це був 1-й титул за рік і 4-й — за кар'єру.

### Парний розряд
Сандра Чеккіні /  Лаура Гарроне —  Генрієта Надьова /  Дениса Шабова 5–7, 6–2, 6–3
- Для Чеккіні це був єдиний титул за сезон і 22-й - за кар'єру. Для Гарроне це був єдиний титул за сезон і 5-й — за кар'єру.